# Tony Hawk: Ride
Tony Hawk: Ride è il decimo titolo della serie di videogiochi Tony Hawk. Il gioco è stato pubblicato il 17 novembre 2009 per PlayStation 3, Wii ed Xbox 360. In Australia il gioco è uscito il 10 marzo 2010. Il videogioco è stato quello dell'intera serie ad avere i peggiori risultati in termini di critica e di vendite.